# Jim Goodwin
James Goodwin (Waterford, Irlanda; 20 de noviembre de 1981) es un exfutbolista y entrenador irlandés. Actualmente dirige al Dundee United.
Como futbolista, jugaba de centrocampista y fue internacional absoluto por Irlanda en 2002.

## Selección nacional
Ha sido internacional con la Selección de fútbol de Irlanda, ha jugado 1 partido internacional.

## Clubes

### Como jugador
| Club                | País       | Año       |
| ------------------- | ---------- | --------- |
| Celtic              | Escocia    | 2000-2002 |
| Stockport County    | Inglaterra | 2002-2005 |
| Scunthorpe United   | Inglaterra | 2005-2008 |
| Huddersfield Town   | Inglaterra | 2008-2010 |
| Oldham Athletic     | Inglaterra | 2010      |
| Hamilton Academical | Escocia    | 2010-2011 |
| St. Mirren          | Escocia    | 2011-2016 |
| Alloa Athletic      | Escocia    | 2016-2019 |

### Como entrenador
| Club           | País    | Año        |
| -------------- | ------- | ---------- |
| Alloa Athletic | Escocia | 2016-2019  |
| St. Mirren     | Escocia | 2019-2022  |
| Aberdeen       | Escocia | 2022-2023  |
| Dundee United  | Escocia | 2023- Act. |